# Adam Brobakken
Adam Brobakken, född 17 september 1988 i Jönköping, är en svensk före detta innebandyspelare.
Brobakken spelade ishockey i HV71 till 15 års ålder. Han började därefter spela innebandy i Östra SK och kom med i Smålandslaget för 15-åringar. Han fortsatte sedan sin karriär i Jönköpings innebandyklubbs juniorlag. Brobakken blev svensk mästare för 17-åringar i distriktslags-SM med Småland. Som kapten för laget fick han tillsammans med bl.a. Kim Nilsson lyfta bucklan.
Efter en kort sejour i div 1-laget Fagerhult spelade Brobakken säsongen 06-07 i Månsarps Innebandyklubb, nu som forward. Säsongen 07/08 hade Jönköpings IK återigen ögonen på Brobakken och värvade honom till SSL-laget, där han hade en ordinarie plats som högerback. Till säsongen 2010-11 värvades han till Warberg IC med vilka han nådde sm-final där de förlorade mot Storvreta IBK på straffar. Säsongen 2014/15 spelade han en match för Jönköpings IK:s b-lag i division 3 Västra vilken kom att bli den sista innan han la av. Han är nu bosatt i Jönköping.